# Pkumel
Pkumel est une association qui œuvre pour la revalorisation la culture mancagne.

## Historique
Créée en 1993 à Ziguinchor, Pkumel est reconnue par l'État du Sénégal en 1995 (n° 8472 / MINT -DAGAT/ DEL/AS). 
Pkumel [poutre plantée au milieu pour supporter la charpente][Quoi ?] regroupe les Mancagnes du Sénégal et de la diaspora.

### Contexte de sa création
Les populations mancagnes du Sénégal, qui jadis vivaient sur la lisière de la frontière avec la Guinée Bissau d'où ils sont originaires, ont été contraintes à migrer vers des centres urbains à la suite des exactions consécutives à la crise Casamançaise surtout vers les années 1990.
Devant de telles situations où elles se devaient de se partager leurs nouveaux cadres de vie, le brassage interethnique inévitable dans un tel contexte est vite vécu comme « une menace pour la survie de leur idiome tout comme celle de leur culture ». Ainsi, pour préserver leur patrimoine culturel, rien n'était plus indiquée qu'une association, dans un cadre fédératif et un épanouissement culturel pour toute la communauté.

## Objectifs
Pkumel s'est fixé comme objectifs de :
- revaloriser et vulgariser la langue et la culture mancagne ;
- raffermir les relations fraternelles entre les membres pour leur épanouissement ;
- promouvoir des activités créatrices de revenus pour les femmes et les jeunes.

La codification du mancagne en mars 2001 comme huitième langue nationale du Sénégal et l'installation d'une station radio à Goudoump (Pkumel FM en 2007) participent à la réalisation de ces objectifs[réf. souhaitée].

## Sources
- (fr) Présentation de la Pkumel
- Pratiques et représentations des parlers mancagnes de Goudomp (Sénégal) : thèse de doctorat en sciences du langage (spécialité sociolinguistique) / Albinou Ndecky ; oct. 2011, page 56 à 68.